# Massacre de Orlando
Massacre de Orlando foi um atentado terrorista doméstico que ocorreu em 12 de junho de 2016, na boate LGBT chamada "Pulse", em Orlando, Flórida, Estados Unidos. Pelo menos 50 pessoas foram mortas e 53 ficaram gravemente feridas.
O atirador, Omar Mir Seddique Mateen, um muçulmano norte-americano de origem afegã, prometeu lealdade ao grupo terrorista Estado Islâmico do Iraque e do Levante (EIIL) antes do ataque.
O incidente foi caracterizado por muitas fontes como "o mais mortal tiroteio em massa da história dos Estados Unidos" (seria ultrapassado em 1 de outubro de 2017 pelo massacre de Las Vegas Strip). O ataque também foi o mais grave contra as pessoas LGBT na história do país e o mais mortífero ataque contra civis estadunidenses desde 11 de setembro de 2001.

## Incidente

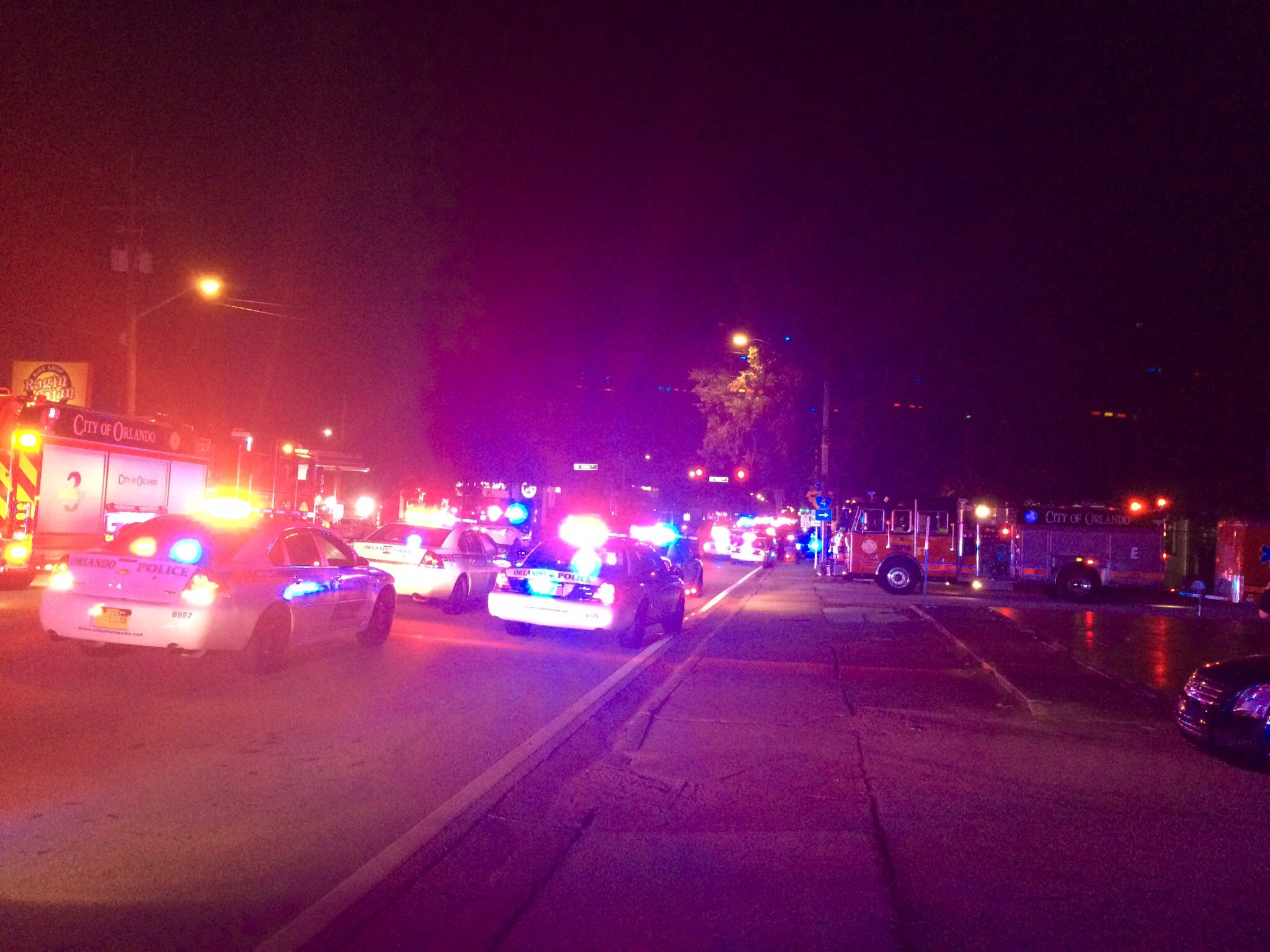
Viaturas e ambulâncias no local do massacre

Por volta de 2h02 (UTC−4) de 12 de junho tiros foram ouvidos e um oficial do Departamento de Polícia de Orlando (OPD) estacionado na discoteca trocou tiros com o atirador. Em sua página no Facebook, às 2h09 EDT, a boate Pulse disse: "Todos saiam da Pulse e continuem correndo".
O atirador estava armado com um fuzil de assalto, uma pistola semiautomática e um "dispositivo" que os funcionários acreditavam que era mais uma ameaça. Depois de outros oficiais cercarem o suspeito, o atirador entrou na boate e começou a tomar pessoas como reféns.
Dezenas de socorristas, incluindo oficiais do OPD e agentes do FBI, bem como paramédicos e bombeiros chegaram à cena. Um negociador esteve presente, visto que o atirador estava enfurnado dentro do prédio e mantendo reféns.

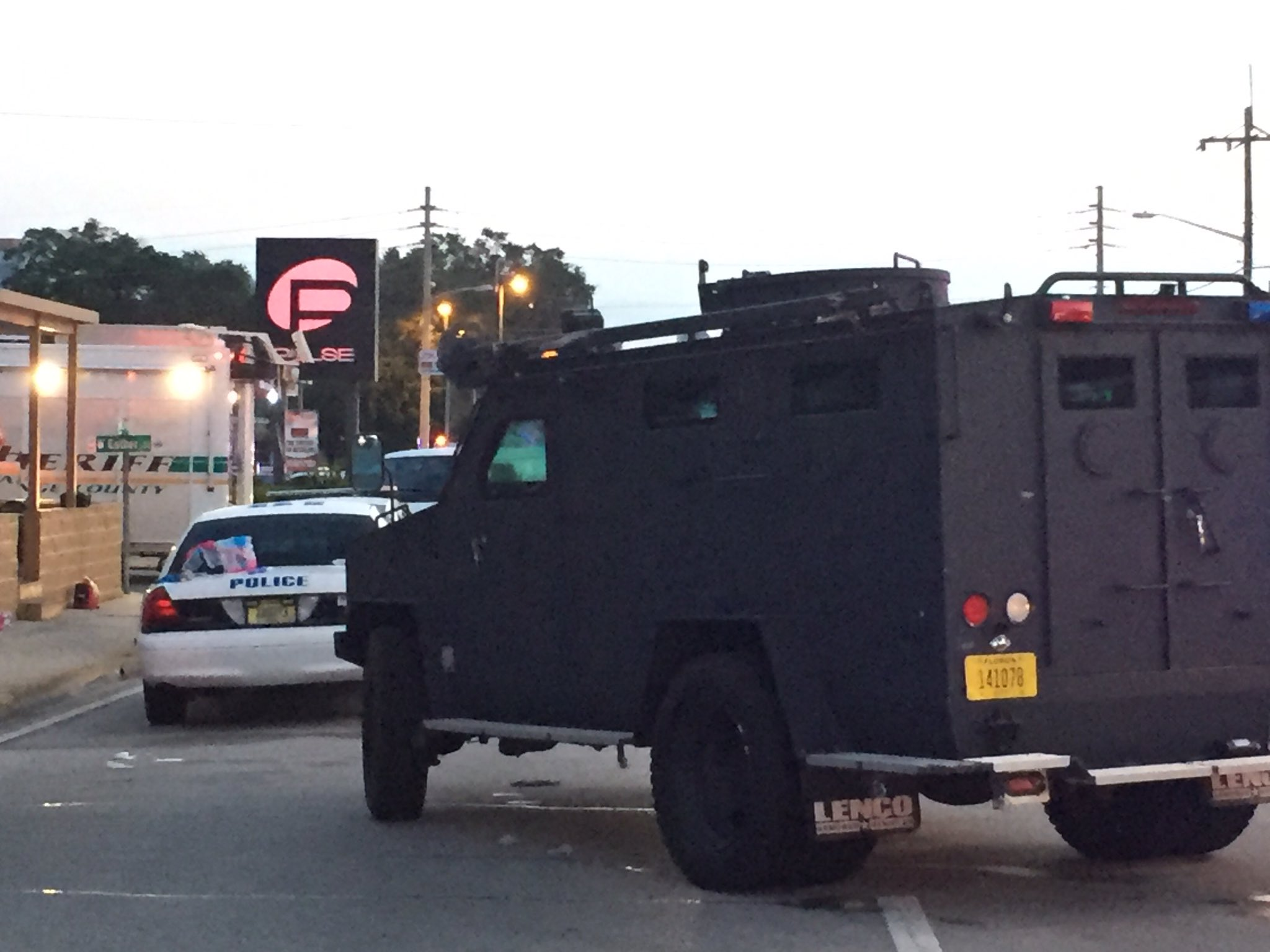
SWAT no arredores da boate Pulse

O terrorista afirmou ter um dispositivo explosivo. A polícia disse que um esquadrão antibombas tinha desencadeado uma explosão controlada.
Por volta de 5h00 EDT, oficiais da SWAT entraram na discoteca e trocaram tiros com o agressor. Trinta reféns foram libertados, e um oficial recebeu um tiro não-letal na cabeça e foi hospitalizado. Às 5h53 EDT, o OPD confirmou que o atirador foi morto. A Reuters relatou que era desconhecido o momento em que o atirador matou as vítimas.
Muitas pessoas fizeram fila para doar sangue em centros de doação de sangue após as autoridades pedirem às pessoas para contribuir. O Centro da Comunidade de Gays, Lésbicas, Bissexuais e Transgêneros do Centro da Flórida ofereceu aconselhamento e apoio aos sobreviventes.

## O atirador

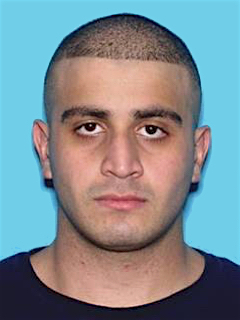
Omar Mir Seddique

Omar Mir Seddique Mateen (Nova Iorque, 16 de novembro de 1986 – Orlando, 12 de junho de 2016) era um cidadão estadunidense nascido no estado de Nova Iorque de pais afegãos e era muçulmano. Ele vivia a cerca de 160 quilômetros de Orlando. Ele  frequentou a Martin County High School por pelo menos um ano e, supostamente, também frequentou a Indian River State College, entre 2006 e 2007. De acordo com Departamento de Registros Legais da Flórida, ele não tinha antecedentes criminais no estado. Mateen vivia em Fort Pierce, Flórida, mas recebia sua correspondência na casa de seus pais na cidade vizinha de Port St. Lucie.
Ele trabalhava para a G4S, uma empresa de segurança multinacional com sede em Londres, na cidade de Jupiter, Flórida, desde 2007. Ele tinha uma licença de porte de armas de fogo ativo e uma licença de guarda de segurança.
Mateen casou-se com uma mulher do Uzbequistão em abril de 2009, mas eles se divorciaram em julho de 2011. Após o ataque à discoteca, a ex-esposa de Mateen disse a meios de comunicação que durante o casamento, Mateen era mentalmente instável e que a agredia. Ele teria se casado novamente e tinha um filho de três anos de idade.
Mateen tornou-se uma "pessoa de interesse" para o FBI em 2013 e 2014. O inquérito 2013 foi aberto após Mateen fazer comentários "inflamatórios" aos colegas de trabalho e a investigação em 2014 foi aberta após Mateen "estar ligado ao radical estadunidense Moner Mohammad Abu Salha que se tornou um homem-bomba na Síria". Mateen foi entrevistado três vezes por conta das investigações, que foram encerradas após nada justificar uma investigação mais aprofundada.

### Motivações
O responsável pelo massacre foi identificado como sendo Omar Mateen, de 29 anos. Segundo a rede CNN, a família do atirador seria do Afeganistão e ele possuía treinamento para o manuseio de armas. Omar era muçulmano mas permaneceu desconhecido se ele tinha, comprovadamente, ligações com grupos extremistas islamitas. Uma agência de notícias chamada Amaq, ligada a movimentos jihadistas, afirmou que o atirador tinha ligações com a organização terrorista conhecida como Estado Islâmico do Iraque e do Levante (EIIL).
Um ex-colega que trabalhou com Mateen em um condomínio fechado a oeste Port St. Lucie o descreveu como "desequilibrado e instável" e também disse que ele frequentemente fazia comentários homofóbicos e racistas e falava sobre matar pessoas.
Em entrevista à emissora NBC News, o pai de Omar informou que seu filho estava expressando ódio aos gays. Segundo o pai do atirador, Omar viu dois homens se beijando em Miami há alguns meses e ficou muito irritado, expressando indignação que seus filhos vissem aquela cena. À imprensa o pai de Omar disse:
| “ | A questão religiosa não tem nada a ver com isso. Ele viu dois homens se beijando em Miami há alguns meses e ficou muito irritado. Estamos chocados como o resto dos EUA. Nós queremos pedir desculpas por esse incidente. Nós não imaginamos que ele faria isso. Estamos chocados, muito chocados. | ” |

## Repercussão

### Doméstica
A Casa Branca divulgou um comunicado enviando suas condolências às vítimas. O presidente Barack Obama ordenou que o governo federal preste toda a assistência necessária para "prosseguir a investigação e apoiar a comunidade". Obama também chamou o ataque de um "ato de terror" e de "ódio". Em leitura de um breve comunicado na Casa Branca, Obama disse: "Sabemos o suficiente para dizer que isso foi um ato de terrorismo e de ódio"…"não pode mudar o que somos". Obama aproveitou o discurso para reforçar a necessidade de debate sobre o porte de armas nos EUA, instando os estadunidenses a pensarem se este é o país onde querem estar. "O massacre nos lembra como é fácil pôr as mãos numa arma que permite a eles atirar em pessoas em escolas, cinemas e clubes noturnos. E nós temos que decidir se este é o tipo de país em que queremos estar. E não fazer nada é também uma decisão".
O governador da Flórida, Rick Scott, enviou uma declaração de apoio a todos os afetados e reforçou que o centro de operações de emergência do estado está monitorando o incidente. O prefeito de Orlando, Buddy Dyer, declarou estado de emergência.

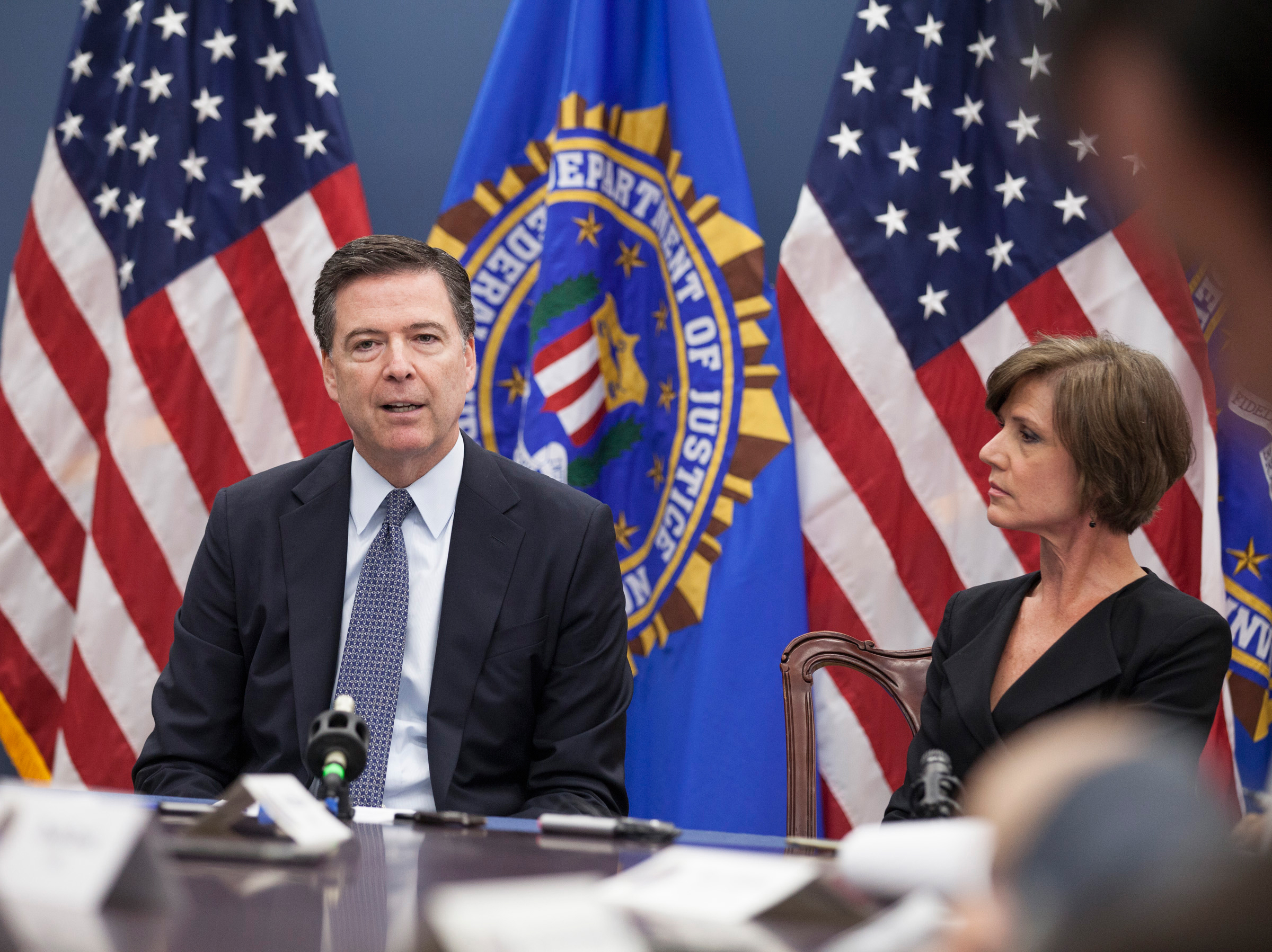
James Comey, o diretor do FBI, concede uma entrevista coletiva sobre o massacre de Orlando

Enquanto os políticos norte-americanos de ambos os partidos consistentemente compartilharam "luto e oração", os democratas em geral se referem ao ataque como um tiroteio em massa, enquanto os republicanos evitam esta frase; membros de ambas os partidos se referem ao evento como um ataque terrorista, mas muitos democratas acrescentam que também foi um "ato de ódio". Muitos democratas especificamente mencionaram que o ataque teve como alvo a comunidade LGBT, sendo que o presidente Obama afirmou que a Pulse é "mais do que uma casa noturna — é um lugar de solidariedade e de capacitação, onde as pessoas se reúnem para aumentar a conscientização, para abrir suas mentes e para defender de seus direitos civis." Republicanos geralmente evitaram mencionar a comunidade LGBT, embora alguns, incluindo o candidato presidencial republicano Donald Trump e o senador Marco Rubio, da Flórida, tenham mencionado a comunidade LGBT especificamente.
Em discursos após o ataque, a candidata presidencial democrata Hillary Clinton prometeu lutar contra os "jihadistas radicais" e pediu união. Clinton também pediu leis mais rígidas para o porte de armas de fogo. Além disso, Clinton condenou "a retórica inflamatória anti-muçulmana" e enfatizou a importância de relações entre as agências comunitárias muçulmanas e de aplicação da lei dos Estados Unidos. Clinton exortou Arábia Saudita, Qatar, Kuwait e outros países a parar de financiar instituições islâmicas radicais e para que impeçam que seus cidadãos financiem grupos extremistas.

### Internacional

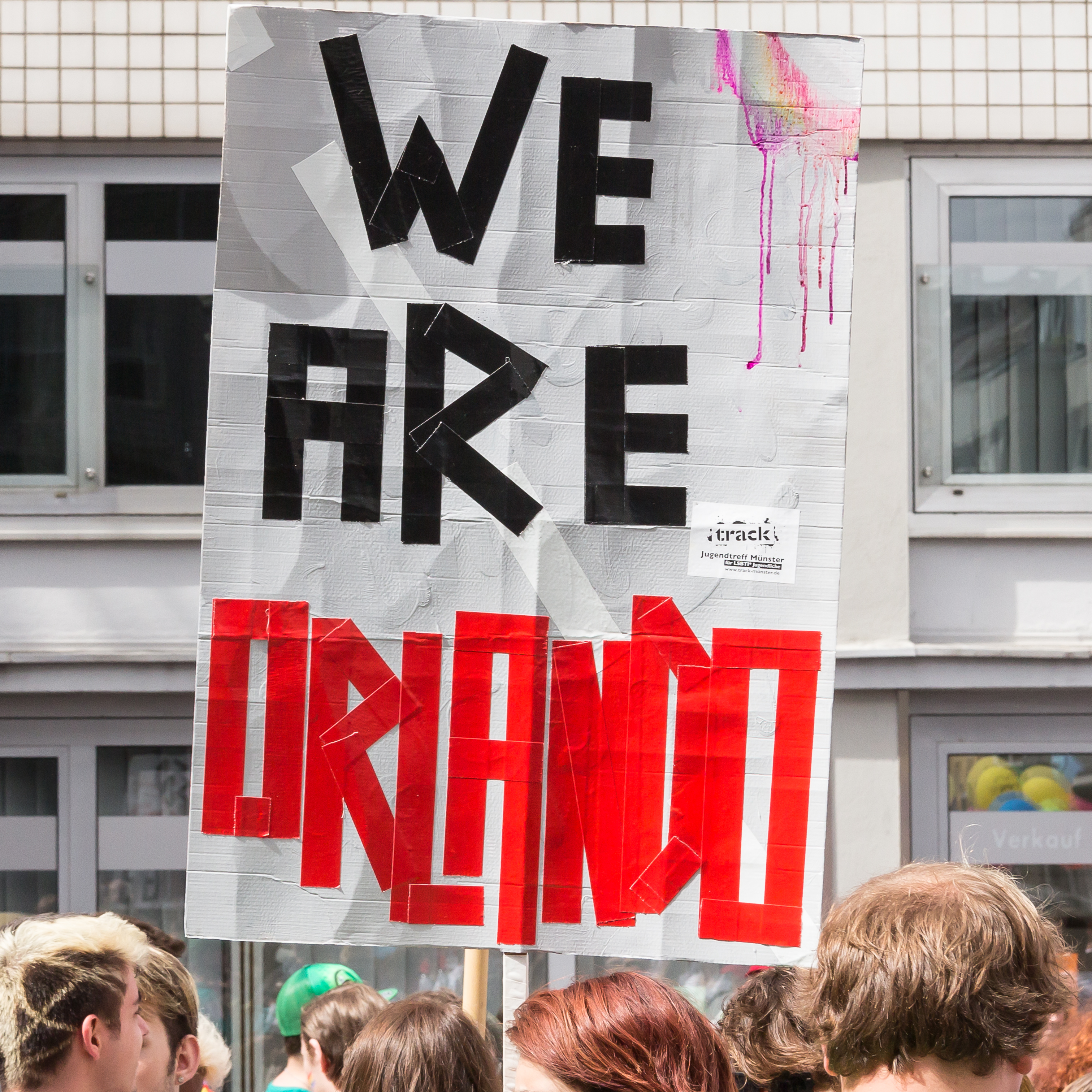
Cartaz em apoio às vítimas do atentado durante a parada gay de Colônia, Alemanha.

O Facebook ativou seu recurso de "verificação de segurança" após o ataque, permitindo que os usuários marquem a si mesmos como "seguros" para notificar a família e amigos.
Nas mídias sociais e nas ruas muitas pessoas expressaram seu choque com os acontecimentos e estenderam suas condolências aos afetados, como os candidatos presidenciais, membros do Congresso e outras figuras políticas norte-americanas, várias celebridades, além de líderes de países e organizações como África do Sul, Canadá, China, Índia, Israel, União Europeia, Rússia e Vaticano.
Em nota, o governo brasileiro informou ter recebido com profunda consternação e indignação a notícia do ataque à casa noturna: "Ao transmitir sua solidariedade às famílias das vítimas, ao povo e ao governo norte-americanos, o governo brasileiro reafirma seu mais firme repúdio a todo e qualquer ato de terrorismo. Nenhuma motivação, nenhum argumento justifica o recurso a semelhante barbárie assassina".
As autoridades brasileiras também disseram que o Consulado-Geral do Brasil em Miami estava em estreito contato com as autoridades locais e com a comunidade brasileira em Orlando, sem ter registrado a presença de brasileiros entre as pessoas vitimadas pelo ataque.